# Sincàrides
Els sincàrides (Syncarida) són un superordre de crustacis malacostracis que comprèn dos ordres existents (Anaspidacea i Bathynellacea), i un ordre extint (Palaeocaridacea).

## Taxonomia
Els superordre Syncarida inclou 72 espècies, repartides en tres ordres i cinc famílies:
- Ordre Anaspidacea Calman, 1904
  - Família Anaspidesidae Ahyong & Alonso-Zarazaga, 2017
  - Família Koonungidae Sayce, 1907
- Ordre Bathynellacea Chappuis, 1915
  - Família Bathynellidae Grobben, 1905
  - Família Parabathynellidae Noodt, 1965
- Ordre Palaeocaridacea Brooks, 1962 †
  - Família Palaeocarididae Meek & Worthen, 1865 †